# Elisabetta Lodoli
Elisabetta Lodoli (Bologna, 1955) è una regista e sceneggiatrice italiana.

## Biografia
Laureata in filosofia a Bologna, nel 1989 ha ottenuto un master in regia cinematografica e televisiva presso il California Institute of the Arts di Los Angeles. 
Nello stesso anno dirige il suo primo cortometraggio intitolato Off Season che vince il Gabbiano d'Argento al Festival di Bellaria, in Romagna. Nel 1997 dirige e cura la sceneggiatura del film La Venere di Willendorf che ottiene una nomination in Olanda, al Rotterdam International Film Festival.
In seguito ha lavorato principalmente per la televisione italiana, dirigendo il film per la tv Più leggero non basta del 1998 e le serie Lui e lei 2 (1999) e Stiamo bene insieme (2002).

## Filmografia

### Regia e sceneggiatrice
- Off Season (1988) - cortometraggio
- La pace a due voci (1991) - documentario
- I ragazzi del campetto (1992) - cortometraggio
- Altre giovinezze (1992) - cortometraggio
- Buon Natale (1993) (co-regia: Mauro Marchese) - cortometraggio
- La Venere di Willendorf (1997)
- Ma l'amore c'entra? (2017) - documentario

### Regia
- Buon Natale (1993) - cortometraggio
- Lui e lei (1998) - serie TV
- Più leggero non basta (1998) - film TV
- Stiamo bene insieme (2002) - miniserie TV
- Il pranzo di Natale (2011) - documentario
- Stolica (2013) - documentario